# Pistill

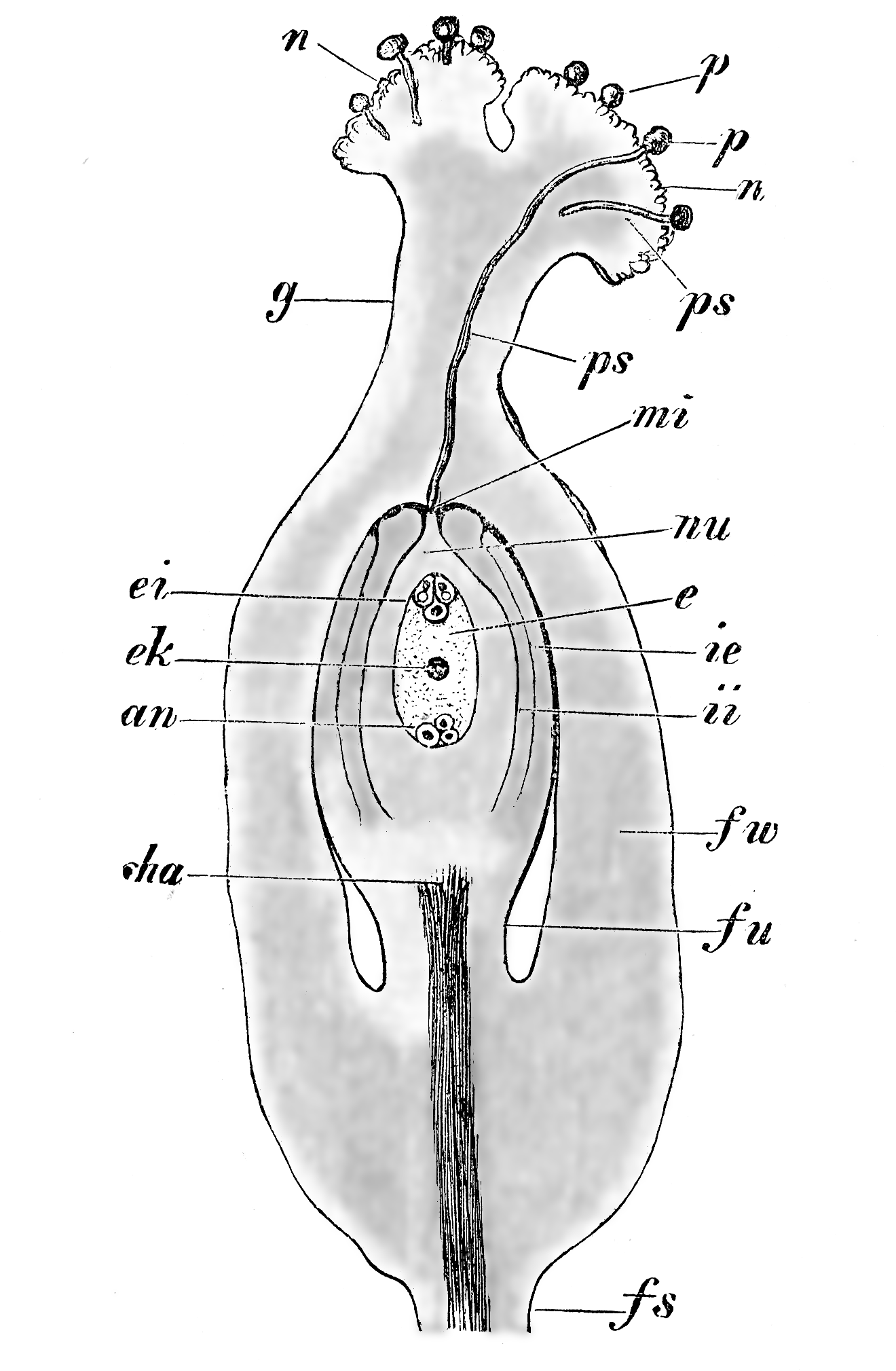
Enrummig pistill hos åkerbinda (Fallopia convolvulus). Överst syns groende pollenkorn (märkta "p").

Pistill är det kvinnliga könsorganet (honorganet) i en blomma. Varje blomma har en eller flera pistiller som sitter mitt i blomman. Pistillens bas är förtjockad och utgör fruktämnet med fröanlagen, fröämnena. Efter befruktning bildar fruktämnet frukten som innehåller ett eller många frön. Pistillens spets är klibbig och ofta tillplattad eller förgrenad för att lättare ta emot pollen och kallas "märke". Märket sitter ofta på ett smalt skaft, kallat "stift", men märket kan också sitta direkt på fruktämnet (ibland som märkesstrålar hos vallmo). Ordet pistill kommer av latinets pistillum som betyder mortelstöt.
En blommas pistiller (en eller flera) kallas gemensamt för gynoecium (av grekiskans gyne, 'kvinna').

## Fruktämnets placering
Man skiljer  hypogyn, epigyn och perigyn blomma. Hos en hypogyn blomma är blombotten platt och hyllet (blombladen) fäster under fruktämnet. Det kallas också undersittande hylle. Hos en epigyn blomma är fruktämnet nedsänkt i blombotten så att hyllet fäster ovanför fruktämnet. Det kallas också översittande hylle. Hos en perigyn blomma är blombotten skålformig så att hyllet fäster en bit utanför fruktämnet. Det kallas också kringsittande hylle och är typiskt för familjen Rosväxter.

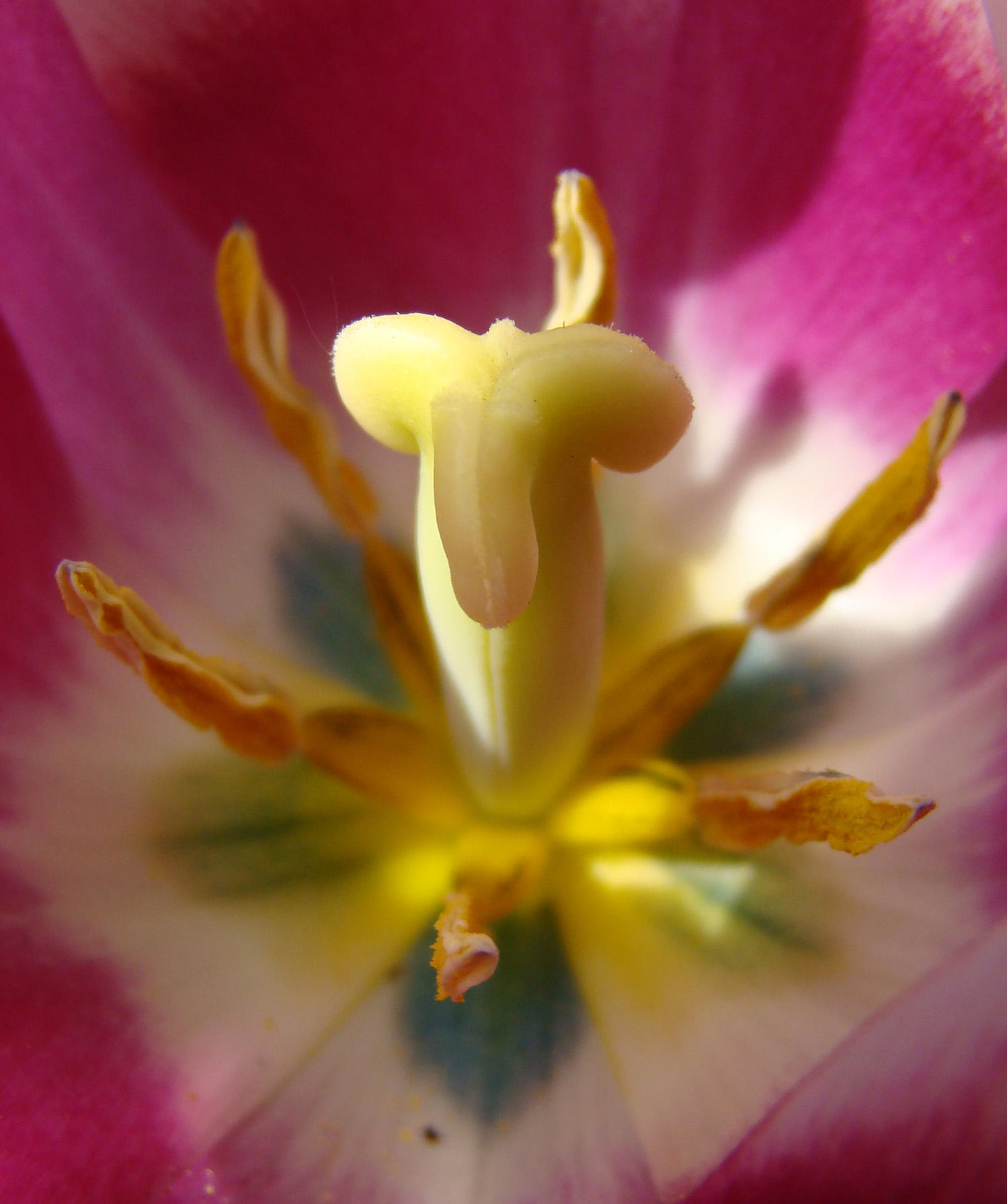
Hypogyn blomma hos tulpan (Tulipa sp.) Hyllet sitter fäst under pistillen.
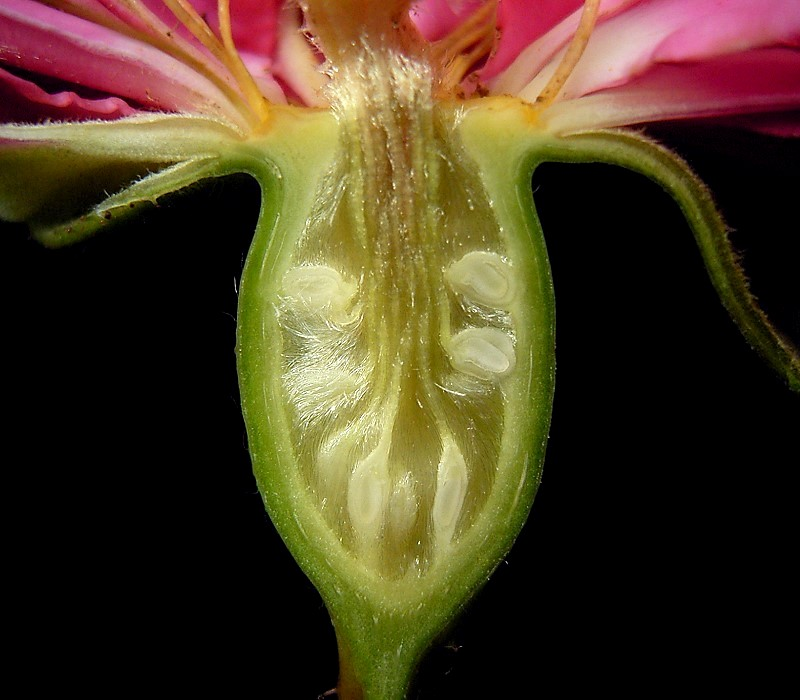
Perigyn blomma hos ros (Rosa sp.) Hyllet sitter fäst på kanten av en "urna" runt pistillerna.
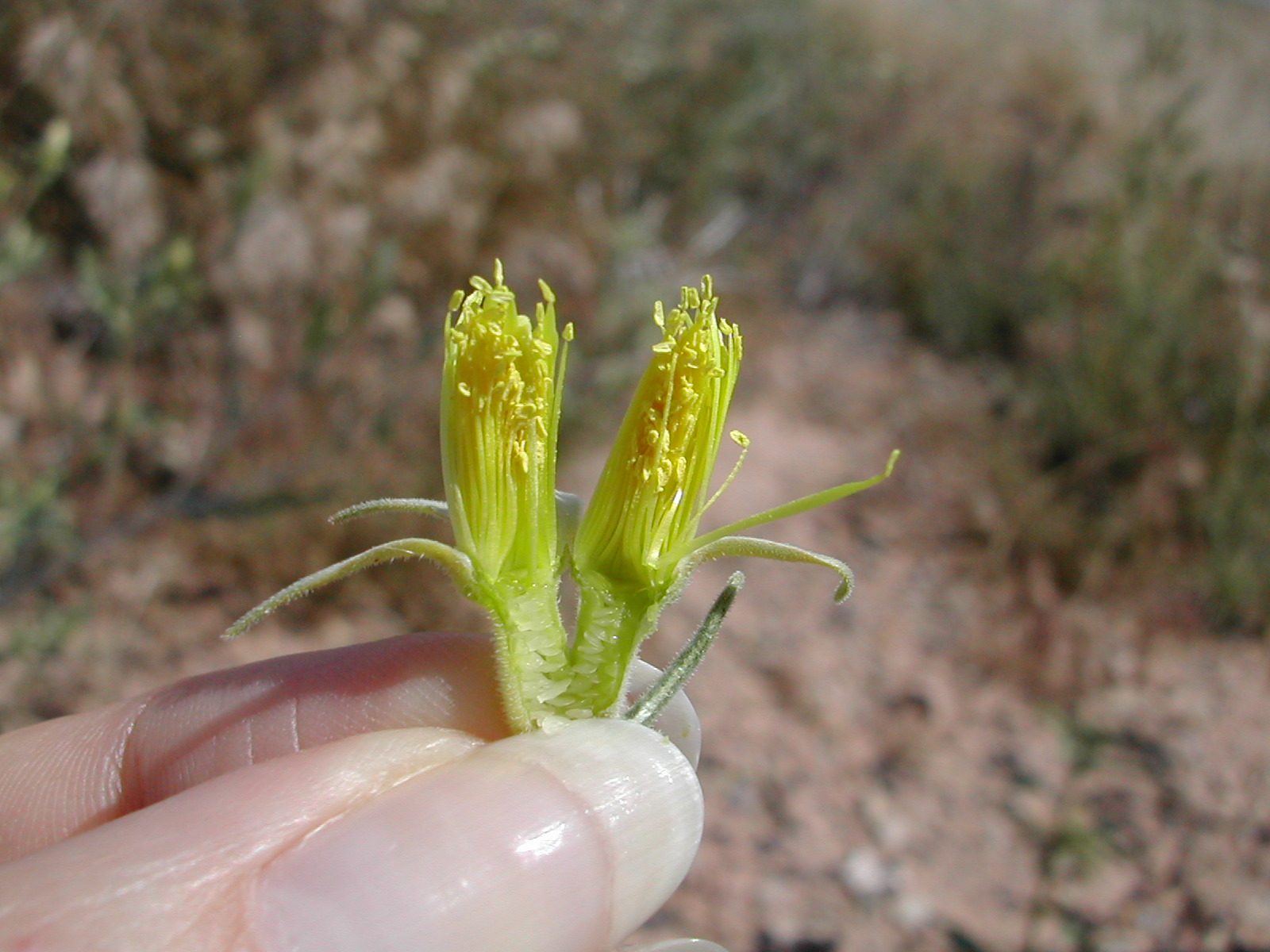
Epigyn blomma hos Mentzelia multiflora. Hyllet sitter fäst över pistillen.
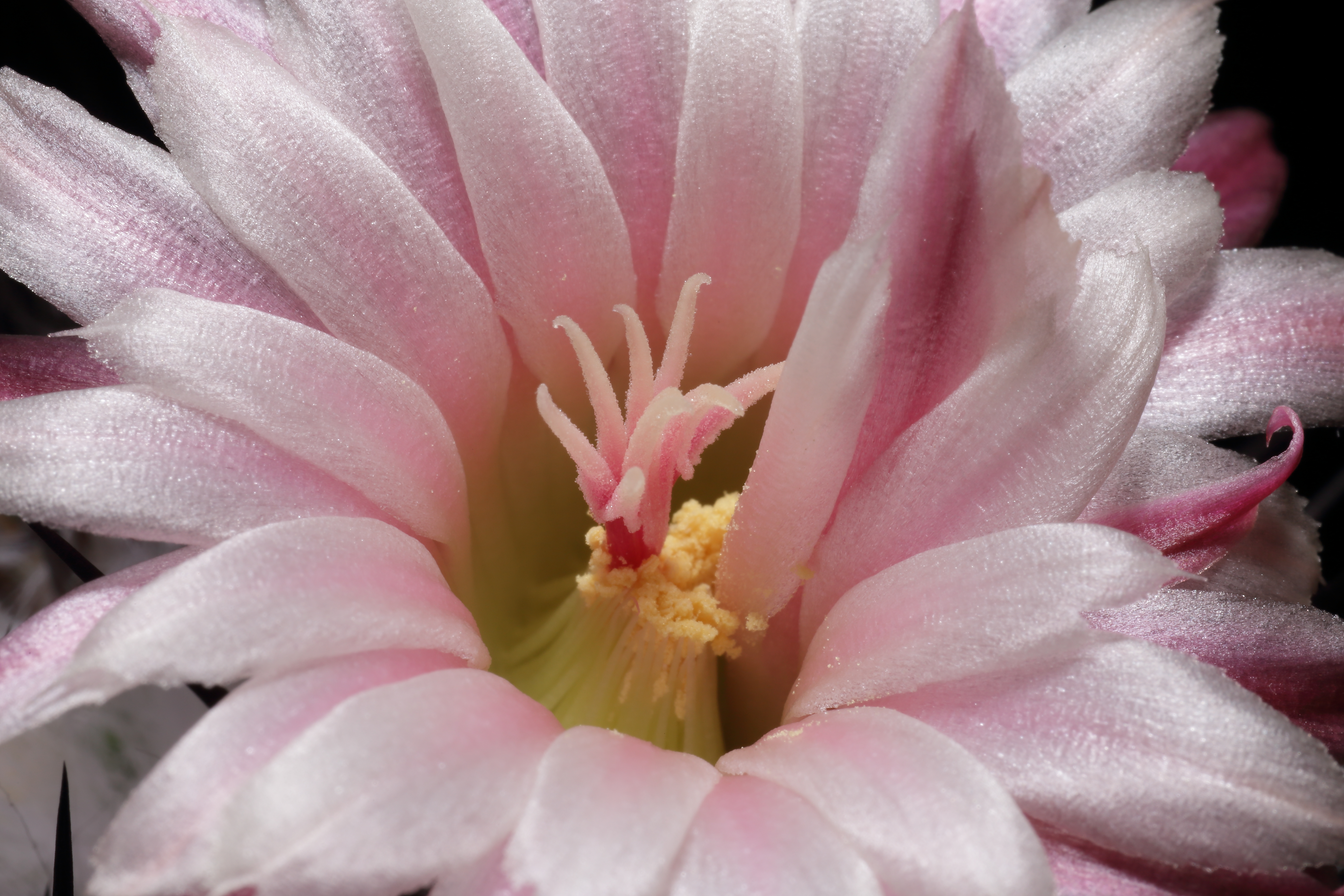
En pistill med rosa märke och rött stift på klottrattkaktus (Eriosyce taltalensis).

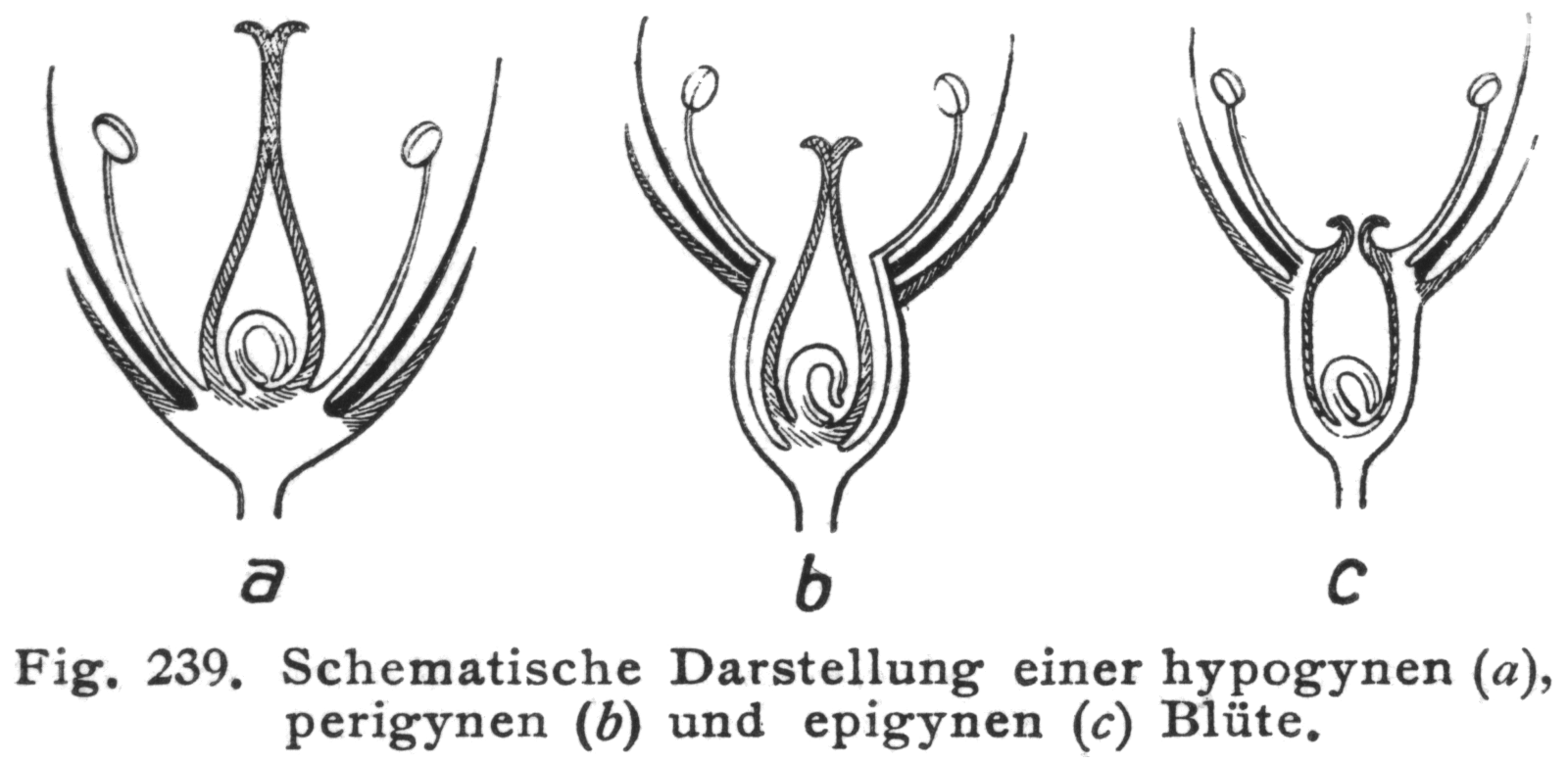
Schematisk återgivning av hypogyn, perigyn och epigyn blomma.

## Apokarpi och synkarpi
Pistiller är uppbyggda av karpeller (fruktblad). Om pistillen består av endast en karpell är den apokarp, är karpellerna hopväxta är pistillen synkarp. I en blomma kan det finnas en eller flera apokarpa pistiller, men om pistillen är synkarp är den alltid ensam. Apokarpa pistiller ger upphov till frukter med frön i en enda rad (eller bara ett enda frö) medan synkarpa pistiller ger frukter med flera rader av frön.

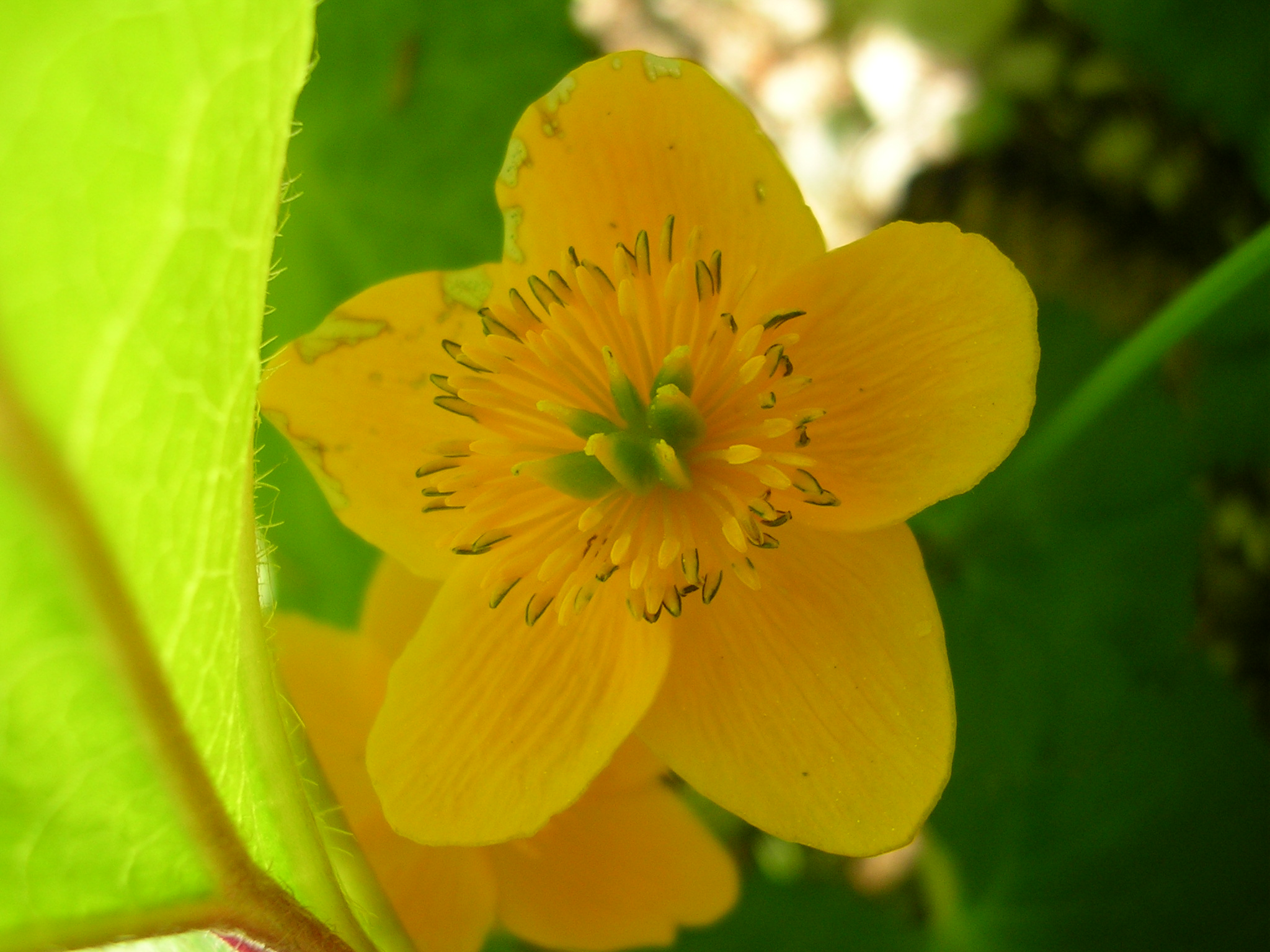
Flera apokarpa pistiller hos kabbeleka (Caltha palustris).
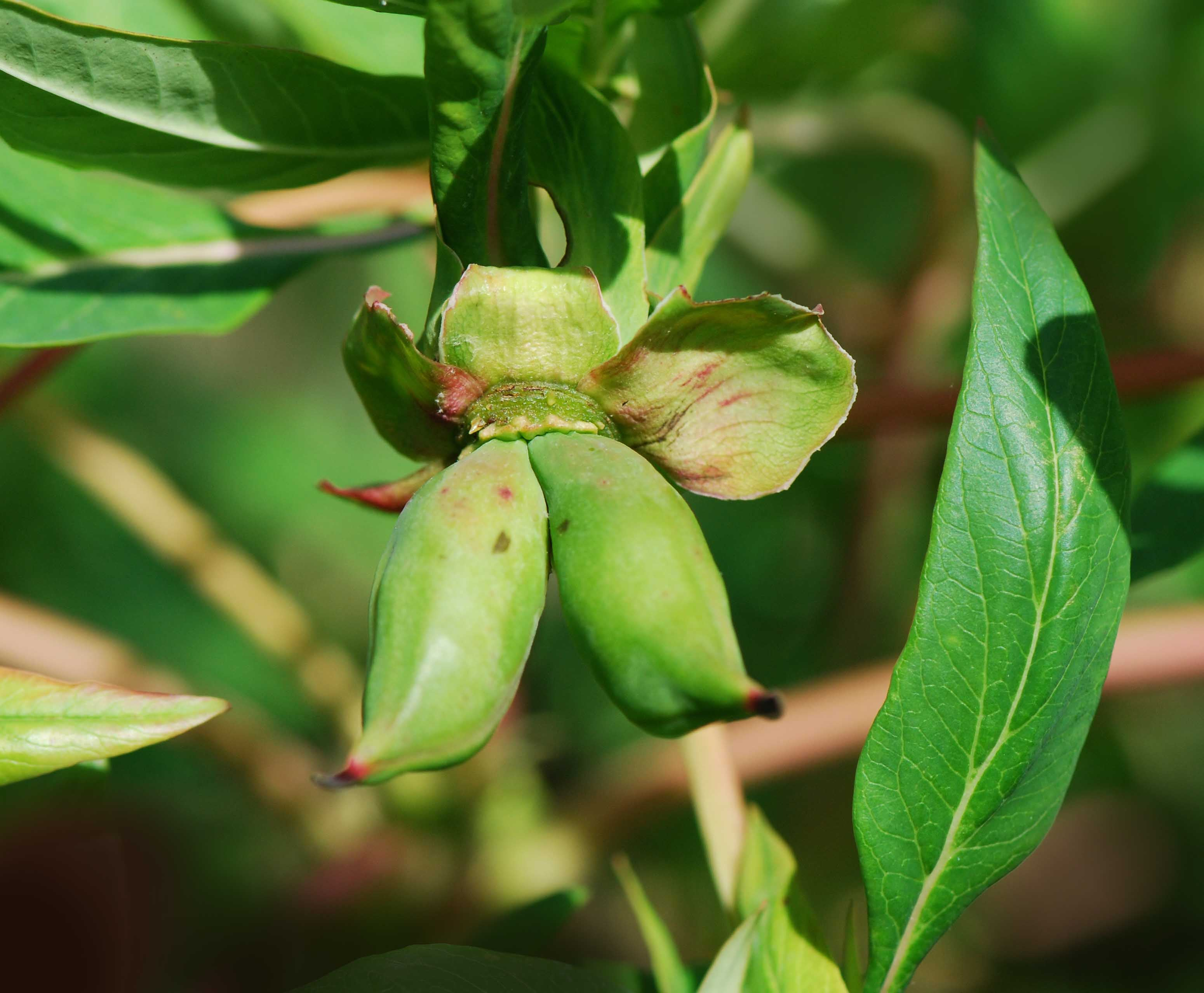
Frukter hos småbuskpion (Paeonia delavayi), av apokarpa pistiller.
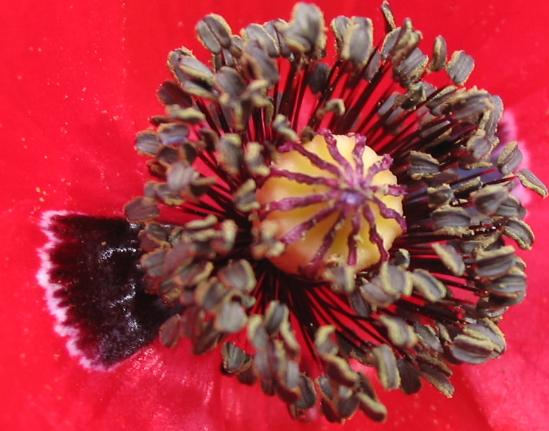
En synkarp pistill hos kornvallmo (Papaver rhoeas).
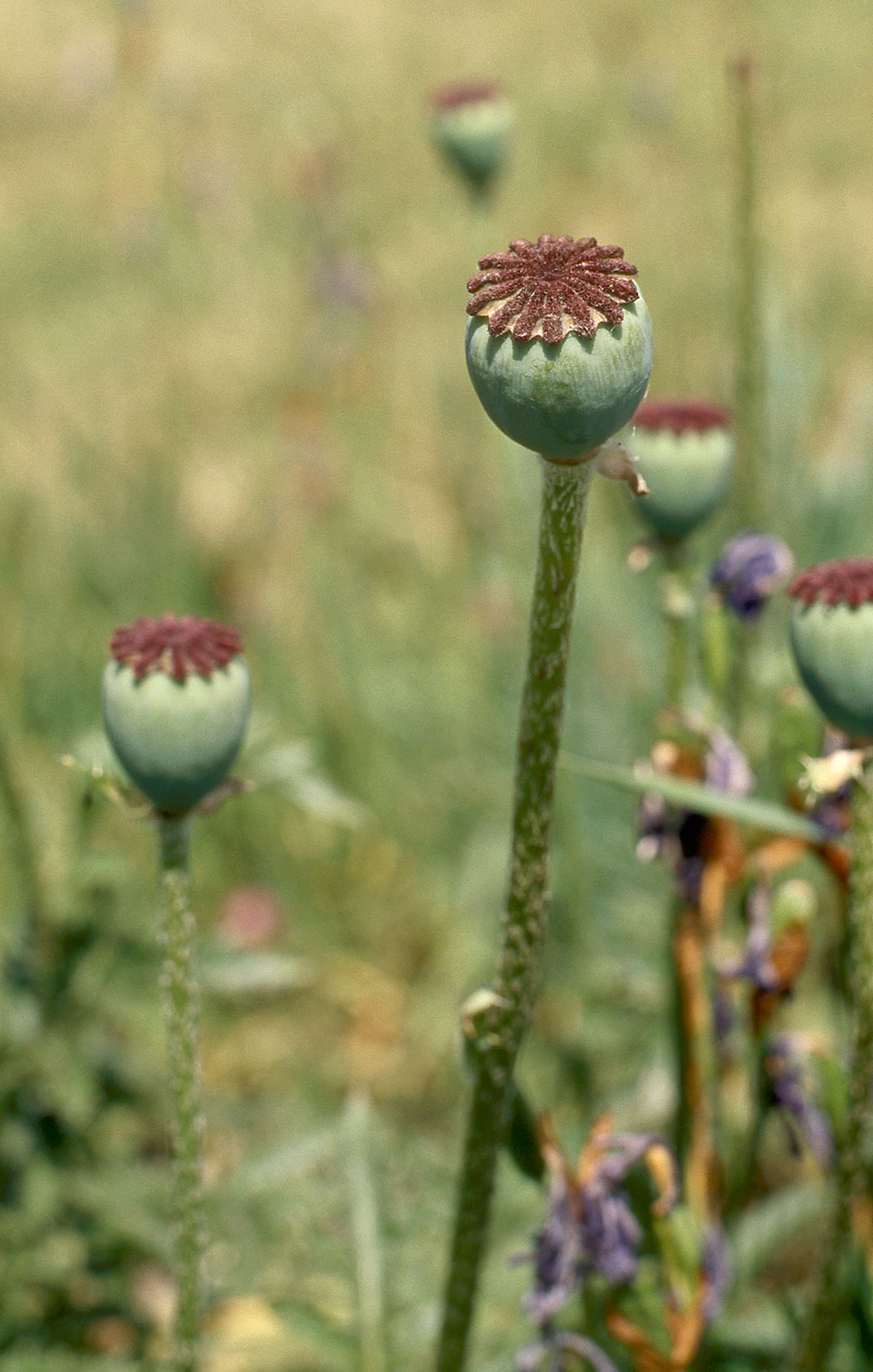
Frukten hos kornvallmo av en synkarp pistill.

## Pistillens evolution

Illustration av evolutionära steg från platt blad med sporangier på undersidan till en synkarp pistill. I genomskärning.

Pistill finns bara hos växtgruppen gömfröiga växter och har utvecklats ur blad med sporangier längs kanten. Ett sådant blad som sedan är en pistill eller en del av en pistill kallas karpell.